# Bruno Alexandre dos Santos Patacas
Bruno Alexandre dos Santos Patacas (* 30. November 1977 in Vila Franca de Xira) ist ein ehemaliger portugiesischer Fußballspieler. Er spielte neun Jahre für Nacional Funchal in der Primeira Liga, der höchsten portugiesischen Spielklasse.

## Karriere
Patacas begann seine Karriere in der Jugendabteilung von Sporting Lissabon. 1996 wurde er an den SC Lourinhanense verliehen, dem er bis 1997 treu blieb. Danach kam er in den Kader von Sporting, wo er sieben Spiele absolvierte. Danach kehrte er 1999 leihweise zu SC Lourinhanense zurück. 1999–2000 stand er im Kader des CD Santa Clara. Von 2000 bis 2002 spielte er bei SC Campomaiorense.
2002 wurde er dann von Sporting losgeeist und wechselte zum Aufsteiger Nacional Funchal nach Madeira. In seiner ersten Saison konnte der Klub auf Anhieb Platz elf erreichen. 2003/04 wurde man Vierter und konnte sich für den UEFA-Cup qualifizieren. Daraufhin gab Patacas sein Debüt auf europäischer Klubebene. Am 16. September 2004 spielte er in der 1. Runde des UEFA-Cups gegen den FC Sevilla. Das Auswärtsspiel in Sevilla wurde 0:2 verloren, der Abwehrspieler erhielt eine gelbe Karte. Im Rückspiel konnte Nacional FC Sevilla nicht besiegen und schied aus. Nach den Plätzen Fünf 2005/06 (abermalige Qualifikation für den internationalen Wettbewerb), Acht und Zehn in den folgenden Jahren wurde man 2008/09 wieder Vierter. 2009/10 spielte man in der neu geschaffenen Europa League, wo man in der Gruppenphase scheiterte. 2009/10 wurde Nacional mit Patacas Siebenter in der Liga. Im Sommer 2011 beendete er seine Laufbahn.
Für Portugal spielte der rechte Verteidiger in den Jugendnationalmannschaften.